# Безобразово (Смоленская область)
Безобразово — деревня в Вяземском районе Смоленской области России. Входит в состав Ермолинского сельского поселения. Население — 1 житель (2007 год). 
Расположена в восточной части области в 23 км к северо-востоку от Вязьмы, в 10 км южнее автодороги М1 «Беларусь». В 11 км южнее деревни расположена железнодорожная станция Исаково на линии Вязьма — Калуга. 
| 2007 | 2015 |
| ---- | ---- |
| 1    | ↘0   |

## История
1785 году в церковь села Безобразово из села Спас-Телепнево Вяземского уезда, был перемещён на дьячково место Василий Михеев.
С 1812 по 1814 год в селе в должности пономаря был Петр Протопопов, сын пономаря.
С 1852 года священником был Александр Алексеевич Соколов. Он с 1850 по 1852 год обучался в С. Петербургском Земледельческом училище, а в 1861 года поступил в С. Петербургскую Духовную Академию, окончил её в 1864 году.
В годы Великой Отечественной войны деревня была оккупирована гитлеровскими войсками в октябре 1941 года, освобождена в марте 1943 года.